# Đội tuyển bóng đá bãi biển quốc gia Uzbekistan
Đội tuyển bóng đá bãi biển quốc gia Uzbekistan đại diện Uzbekistan ở các giải thi đấu bóng đá bãi biển quốc tế và được điều hành bởi UFF, cơ quan quản lý bóng đá ở Uzbekistan.

## Đội hình hiện tại
Các cầu thủ sau được triệu tập thi đấu Giải vô địch bóng đá bãi biển châu Á 2015 ở Qatar từ 23–28 tháng 3 năm 2015.
Tính đến 22 tháng 3 năm 2015
Ghi chú: Quốc kỳ chỉ đội tuyển quốc gia được xác định rõ trong điều lệ tư cách FIFA. Các cầu thủ có thể giữ hơn một quốc tịch ngoài FIFA.
| Số | VT | Quốc gia | Cầu thủ              |
| -- | -- | -------- | -------------------- |
| 1  | TM |          | Ganisher Kholmurodov |
| 2  |    |          | Farkhod Mirakhmedov  |
| 3  |    |          | Tokhir Abdurazzakov  |
| 6  |    |          | Sarvar Shaakhmedov   |
| 7  |    |          | Feruz Fakhriddinov   |

| Số | VT | Quốc gia | Cầu thủ             |
| -- | -- | -------- | ------------------- |
| 9  |    |          | Sarvar Kholmurodov  |
| 10 |    |          | Jamoliddin Sharipov |
| 12 | TM |          | Khazratkulov        |
| 11 | TĐ |          | Jafar Irismetov     |
| 13 | FP |          | Farkhod Jumaev      |

## Thành tích giải đấu

### Giải vô địch bóng đá bãi biển châu Á
| Thành tích Giải vô địch châu Á | Thành tích Giải vô địch châu Á | Thành tích Giải vô địch châu Á | Thành tích Giải vô địch châu Á | Thành tích Giải vô địch châu Á | Thành tích Giải vô địch châu Á | Thành tích Giải vô địch châu Á | Thành tích Giải vô địch châu Á | Thành tích Giải vô địch châu Á | Thành tích Giải vô địch châu Á | Thành tích Giải vô địch châu Á |
| Năm                            | Vòng                           | St                             | W                              | WE                             | WP                             | B                              | BT                             | BB                             | DIF                            | Đ                              |
| ------------------------------ | ------------------------------ | ------------------------------ | ------------------------------ | ------------------------------ | ------------------------------ | ------------------------------ | ------------------------------ | ------------------------------ | ------------------------------ | ------------------------------ |
| 2006                           | Không tham dự                  | –                              | –                              | –                              | –                              | –                              | –                              | –                              | –                              | –                              |
| 2007                           | Không tham dự                  | –                              | –                              | –                              | –                              | –                              | –                              | –                              | –                              | –                              |
| 2008                           | Hạng 5                         | 2                              | 0                              | 0                              | 0                              | 2                              | 5                              | 10                             | -5                             | 0                              |
| 2009                           | Hạng 6                         | 2                              | 0                              | 0                              | 0                              | 2                              | 4                              | 7                              | -3                             | 0                              |
| 2011                           | Hạng 7                         | 4                              | 1                              | 0                              | 0                              | 3                              | 14                             | 14                             | 0                              | 3                              |
| 2013                           | Hạng 14                        | 5                              | 1                              | 0                              | 0                              | 4                              | 23                             | 27                             | -4                             | 3                              |
| 2015                           | Hạng tám                       | 5                              | 2                              | 0                              | 0                              | 3                              | 18                             | 19                             | -1                             | 6                              |
| 2017                           | TBD                            |                                |                                |                                |                                |                                |                                |                                |                                |                                |
| Tổng cộng                      | 5/7                            | 18                             | 4                              | 0                              | 0                              | 14                             | 64                             | 77                             | -13                            | 12                             |

Ghi chú: Thắng ở Thời gian chính thức W = 3 Điểm / Thắng ở Hiệp phụ WE = 2 Điểm / Thắng ở Loạt sút luân lưu WP = 1 Điểm / Thua L = 0 Điểm

### Đại hội thể thao bãi biển châu Á
| Thành tích Đại hội thể thao bãi biển châu Á | Thành tích Đại hội thể thao bãi biển châu Á | Thành tích Đại hội thể thao bãi biển châu Á | Thành tích Đại hội thể thao bãi biển châu Á | Thành tích Đại hội thể thao bãi biển châu Á | Thành tích Đại hội thể thao bãi biển châu Á | Thành tích Đại hội thể thao bãi biển châu Á | Thành tích Đại hội thể thao bãi biển châu Á | Thành tích Đại hội thể thao bãi biển châu Á | Thành tích Đại hội thể thao bãi biển châu Á | Thành tích Đại hội thể thao bãi biển châu Á |
| Năm                                         | Vòng                                        | St                                          | W                                           | WE                                          | WP                                          | B                                           | BT                                          | BB                                          | HS                                          | Đ                                           |
| ------------------------------------------- | ------------------------------------------- | ------------------------------------------- | ------------------------------------------- | ------------------------------------------- | ------------------------------------------- | ------------------------------------------- | ------------------------------------------- | ------------------------------------------- | ------------------------------------------- | ------------------------------------------- |
| 2008                                        | Tứ kết                                      | 4                                           | 3                                           | 0                                           | 0                                           | 1                                           | 18                                          | 13                                          | +5                                          | 9                                           |
| 2010                                        | Vòng 1                                      | 3                                           | 1                                           | 0                                           | 0                                           | 2                                           | 12                                          | 12                                          | 0                                           | 3                                           |
| 2012                                        | Không tham dự                               | –                                           | –                                           | –                                           | –                                           | –                                           | –                                           | –                                           | –                                           | –                                           |
| 2014                                        | Hạng 6                                      | 5                                           | 2                                           | 0                                           | 0                                           | 3                                           | 17                                          | 24                                          | -7                                          | 6                                           |
| 2016                                        | Tứ kết                                      | 2                                           | 0                                           | 0                                           | 1                                           | 1                                           | 7                                           | 12                                          | -5                                          | 1                                           |
| Tổng cộng                                   | 4/5                                         | 14                                          | 6                                           | 0                                           | 1                                           | 7                                           | 54                                          | 61                                          | -7                                          | 19                                          |